# متلازمة طالب الطب

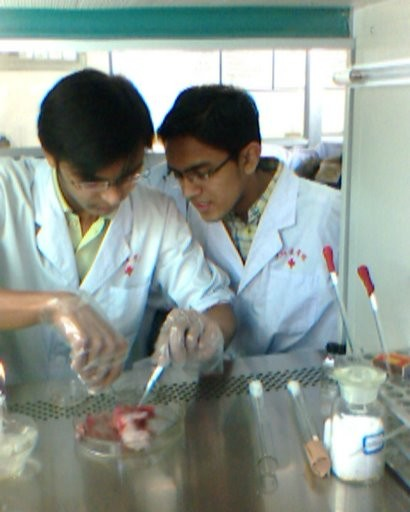

متلازمة طالب الطب (بالإنجليزية: Medical students' syndrome)‏: هو مصطلح أدبي لوصف نوع من الوسواس المرضي. يبدأ ظهور المرض عندما يبدأ الشخص بالتعلم أو القراءة عن مرض معين ويبدأ بالاعتقاد بأنه يعاني منه. لذا يعتبر المرض نوع من الأبوفنيا (تجربة رؤية الارتباطات بين أشياء لا وجود لها). المرض ليس محصورا على طلبة الطب، كل شخص يقرأ في المواضيع الطبية معرض لهذه الحالة.

## الوصف
خلال سنوات الدراسة، على طلبة الطب دراسة متلازمات وقوائم بأعراض مرضية نادرة وخبيثة. كلما قرأوا أكثر عن المرض، كلما تعمق إيمانهم بإصابتهم بعرض أو علامة تترافق معه. مثلاً، يقرأ الطالب عن ورم المخ والذي يترافق مع الصداع. فإذا تصادف أن الطالب يعاني من صداع في تلك الفترة، يفترض أنه مصاب بورم في الدماغ. هذا المرض ليس محصوراً على طلبة الطب، إذ أن كل شخص يقرأ في المواضيع الطبية معرض لهذه الحالة. ولكن وُجد أنها منتشرة بشكل أكبر بين طلبة الطب.
هناك قول مأثور يقول «إذا سمع طالب الطب صوت حوافر خارج النافذة، سيعتقد أنه صوت حوافر حمار وحشي»، بمعنى أنه يستنتج أن ذلك الصوت الشائع يخص أندر حيوان يمكن تواجده في المكان وكلما واصل طالب الطب دراسته في السنوات الإكلينيكية، يصبح القول المأثور «الأشياء الشائعة تظهر بشكل شائع» شعاره المتبع.
أصبحت هذه المتلازمة أكثر شيوعاً مع شيوع استخدام الإنترنت بين الناس، فيأتون للطبيب قلقين حاملين معهم مطبوعات تحمل أعراضاً لأمراض نادرة بينما هم في الغالب يعانون من مرض شائع وغير خطير. ويعتبر هذا جانبا سيئاً للمعلومات المجانية والمتدفقة عبر شبكة الإنترنت، خصوصاً إذا كانت المعلومات مشكوك في صحتها أو الوصول إلى المعلومات من قبل شخص قليل الخبرة بحيث لا يستطيع تقييم المعلومات بشكل صحيح ورأي سديد.

## وقت ظهور المتلازمة
بالرغم من أنها قد تظهر في أي وقت في حياة الطبيب المهنية، إلاّ انه وُجد أنها تنتشر في الهند بين الطلبة في السنة الأولى من الطب، سنة الامتياز، وفي السنة الأولى بعد التخرج.

## الأمراض الأكثر شيوعاً
أكثر الأمراض المترتبة على الإصابة بمتلازمة طالب الطب هي الأمراض النفسية.

## في الثقافة
وصف جيروم كلابكا جيروم في كتابة ثلاثة رجال في قارب (1889) تأثير المرض على رجل عادي، كان يعتقد أنه يعاني من كل مرض موصوف في كتاب طبي
«أذكر أنني ذهبت إلى المكتبة البريطانية في أحد الأيام ببقراءة عن علاج مرض حساسية الأنف أصيب به شخص لامسته بشكل طفيف، وكان ذلك توهماً. أنزلت الكتاب عن الرف وقرأت كل ما أمكنني قراءته؛ ثم وفي لحظة غفلة، بدأت أقلب الصفحات وأقرأ عن الأمراض المختلفة. لقد نسيت اللحظة الأولى لحظة الخوف، إنها آفة مدمرة وأنا أعلم ذلك، وقبل ألقي نظرة على قائمة» الأغراض المنذرة غير المسبوقة«، كان لدي يقين من أنني مصاب بتلك الأعراض. لبثت لحظة جامداً من الرعب، ثم أصبت بفتور الهمة واليأس، ثم استأنفت تقليب الصفحات. وصلت إلى موضوع الحمى التيفية وقرأت الأعراض، اكتشف أن لدي حمى التيفوئيد، لا بد أنني أصبت بها لعدة شهور دون أن أدري، وتساءلت ما إذا كنت مصاباً بأمراض أخرى، وصلت إلى صفحة رقاص سيدنهام، وكما توقعت، أنا مصاب به أيضاً. بدأت أهتم لحالتي، وصممت على التدقيق، فبدأت القراءة حسب الأبجدية عن الحمى فعلمت أنني مصاب بالغثيان منها، وأن مرحة الحمى ستبدأ بعد نحو أسبوعين.»
تناولت إحدى حلقات المسلسل التلفزيوني سكرابز (مسلسل) هذا المرض، إذ ظهر في الحلقة صف طلاب الطب الذين وعلى الرغم من علمهم وتحذيرهم بشأن متلازمة طالب الطب، إلا أنهم كانوا يعانون من المرض.

## متفرقات
من السخرية أن دراسة الطب لها تأثير سلبي على صحة الطالب. أغلب الظن أن متلازمة طالب الطب تتفاقم مع نظام الحياة التي على طالب الطب أن يعيشها. قلة النوم، التوتر، وإساءة استخدام المواد المنبهة تجعل طالب الطب النموذجي في خطر من الأمراض النفسية.